# ویسنته مورنو
ویسنته مورنو (اسپانیایی: Vicente Moreno‎؛ زادهٔ ۲۶ اکتبر ۱۹۷۴) بازیکن سابق و مربی فوتبال اهل اسپانیا است. از باشگاه‌هایی که در آن بازی کرده است می‌توان به باشگاه فوتبال خرس اشاره کرد.